# لويد هربرت هيوز
لويد هربرت هيوز (بالإنجليزية: Lloyd Herbert Hughes)‏ هو طيار جوي ‏ أمريكي، ولد في 12 يوليو 1921 في الإسكندرية في الولايات المتحدة، وتوفي في 1 أغسطس 1943 في رومانيا بسبب قتل في المعركة.